# Tom Schaar
Tom Schaar (Malibu, Califórnia, 14 de setembro de 1999) é um skatista estadunidense.
Em 2012, com apenas 12 anos de idade, tornou-se o primeiro skatista a realizar a manobra 1080 graus (3 voltas completas no ar).

## Biografia
Nascido no dia 14 de setembro de 1999, como Thomas Alexander Schaar, porém profissionalmente conhecido apenas como Tom Schaar, é o filho caçula de Regan Schaar e de Nick Schaar; e ele tem um único irmão maior chamado de John Schaar (nascido em 1997). Tom é nascido na cidade de Malibu na Califórnia, mas vive atualmente na região costeira de Cardiff-by-the-Sea, localizada na cidade de Encinitas, também na Califórnia.
Ele frequentou o ensino médio na escola pública de San Dieguito High School Academy Alumni, localizada na cidade de Encinitas na Califórnia; foi nessa mesma instituição que ele concluiu o ensino médio em 17 de junho de 2018.
Quando não esta andando de skate, Tom gosta de surfar por diversão.
Em 18 de março de 2018, anunciou oficialmente pela primeira vez através das suas páginas oficiais no Facebook e instagram o seu namoro, com a estudante Caroline Sullivan, a quem mantem uma relação desde então.

## Carreira no skate
Em 2003, Tom aprendeu a andar de skate com apenas 4 anos de idade. Prodígio, profissionalizou-se aos 8 anos em 2007. E desde então vem chamando a atenção do mundo do skate. Não à toa, tornou-se o skatista mais novo a realizar a manobra 900 graus (2 voltas e meia no ar).
Em 2012, com apenas 12 anos, outro recorde: Tornou-se o primeiro atleta a realizar a manobra 1080 graus (3 voltas completas no ar). O feito foi logrado no dia 30 de Março, após 5 tentativas mal sucedidas, em uma megarrampa construída (e adaptada para o feito) na cidade de Tehachapi, na Califórnia.
Em janeiro de 2020, foi confirmado como parte do time de skate park dos Estados Unidos para competir nos Jogos Olímpicos de 2020. Já nos Jogos de 2024, conseguiu a medalha de prata no prova de park masculino.

## Títulos e Honrarias
- 2014 - Medalha de Ouro - X Games Austin: Skateboad Big Air
- 2013 - Medalha de Bronze - X Games Munique: Skateboard Big Air[10]
- 2013 - Medalha de Bronze - X Games Los Angeles: Skateboard Big Air[11]

### Recordes
- Skatista mais jovem a realizar a manobra 900 graus (2 voltas e meia no ar): 8 anos - 2008
- 1° skatista a realizar a manobra 1080 graus (3 voltas completas no ar) - 2012
- Skatista mais jovem a realizar a manobra 1080 graus (3 voltas completas no ar): 12 anos - 2012
- O primeiro skatista a executar o 1080 em competição.

- Curiosidade: Tom nasceu no mesmo ano em que Tony Hawk executou o primeiro 900 graus.